# فيليبالد س. بيانكي
فيليبالد س. بيانكي (بالإنجليزية: Willibald C. Bianchi)‏ هو عسكري أمريكي، ولد في 12 مارس 1915 في نيو أولم في الولايات المتحدة، وتوفي في 9 يناير 1945 في الفلبين.